# ماوريسيو ماكري
ماوريسيو ماكري (النطق الاسباني: [mawˈɾisjo ˈmakɾi] ؛ مواليد 8 فبراير 1959)، هو رجل أعمال وسياسي أرجنتيني شغل منصب الرئيس الثاني والخمسين للأرجنتين في الفترة من 2015 إلى 2019، وهو زعيم الحزب الجمهوري منذ تأسيسه في عام 2005. شغل سابقًا منصب الرئيس الخامس لحكومة بوينس آيرس من 2007 حتى 2015، وكان عضوًا في مجلس النواب الذي يمثل بوينس آيرس في الفترة من 2005 إلى 2007. من الناحية الأيديولوجية، يُعرف بأنه محافظ معتدل وسطي في يمين الوسط الأرجنتيني.
ولد ماكري في تانديل في الأرجنتين، وتلقى تعليمه في تخصص الهندسة المدنية في الجامعة البابوية الكاثوليكية في الأرجنتين، والتحق بكلية إدارة الأعمال بجامعة كولومبيا. بعد دخوله مجال الأعمال التجارية، اختطف عام 1991، ما دفعه بعد إطلاق سراحه إلى دخول عالم السياسة. شغل منصب رئيس نادي بوكا جونيورز لكرة القدم من عام 1994 إلى عام 2007، وتمكن خلال هذه الفترة من تحقيق أرباح معتبرة للنادي، الأمر الذي رفع من مكانته وشأنه. في عام 2003 أطلق حزب الالتزام من أجل التغيير (CPC) وطوره في النهاية إلى الحزب الجمهوري الحديث. بعد محاولة فاشلة لتولي منصب رئيس بلدية بوينس آيرس في ذلك العام، فاز ماكري بانتخابات رئاة حكومة المدينة عام 2007، وفاز مرة أخرى بإعادة انتخابه في عام 2011. بعد أربع سنوات، انتخب رئيسًا للأرجنتين في الانتخابات العامة عام 2015، التي أجري فيها نظام الاقتراع على دورتين لأول مرة في تاريخ الأرجنتين.
ركزت رئاسة ماكري على إصلاح الاقتصاد الوطني وتحسين العلاقات الدبلوماسية، كما واءم البلاد مع النيوليبرالية التدرجية وأعاد فتح الأرجنتين للأسواق الدولية من خلال رفع الضوابط على العملات، وإعادة هيكلة الديون السيادية، وحلول السوق الحرة. داخليًا، اتبع سياسات اجتماعية ليبرالية معتدلة، وحرر قطاع الطاقة، وحارب الفساد العام، وتفاوتت مساعيه التشريعية من حيث الفعالية. نجح ماكري في اجتياز الأزمة المالية لعام 2018 من خلال تأمين تمويل خارجي من صندوق النقد الدولي. لاحقًا، أصبح ماكري أول رئيس حالي لا يتم إعادة انتخابه لولاية ثانية في الانتخابات العامة لعام 2019. تعرضت رئاسته لانتقادات لفشلها في إصلاح الاقتصاد ماديًا، وتلقت الثناء كذلك لجهودها المعتبرة في مكافحة الفساد وزيادة السوق السيادية للأرجنتين.

## خلفية عامة
وُلد ماكري في تانديل في محافظة بوينس آيرس، وهو ابن فرانكو ماكري، رجل الأعمال الإيطالي البارز في قطاعي الصناعة والبناء، ونشأ في منزل من الطبقة العليا. حصل على درجة البكالوريوس في الهندسة المدنية من الجامعة البابوية الكاثوليكية في الأرجنتين ودرس في كلية إدارة الأعمال بجامعة كولومبيا في نيويورك بالولايات المتحدة. في عام 1995، أصبح ماكري رئيسًا لنادي بوكا جونيورز، أحد أكثر أندية كرة القدم شعبية في الأرجنتين. في عام 2005، أنشأ الحزب الجمهوري، الذي يعتبر من أحزاب وسط اليمين.
على الرغم من أن ماكري كان مرشحًا محتملًا للرئاسة في الانتخابات العامة لعام 2011، إلا أنه اختار الترشح بدلًا من ذلك لفترة ثانية في رئاسة حكومة بوينس آيرس. حصل على حوالي 47% من الأصوات في انتخابات البلدية، الأمر الذي عنى دخولة في جولة ثانية ضمن انتخابات الإعادة في 31 يوليو 2011 ضد دانيال فيلموس، والتي فاز فيها وحصل على ولاية ثانية على التوالي. في 22 نوفمبر 2015، وبعد التعادل في الجولة الأولى من الانتخابات الرئاسية في 25 أكتوبر، حصل على 51.34% من الأصوات وهزم مرشح جبهة النصر دانييل سيولي، ونُصّب في 10 ديسمبر 2015 في الكونغرس الأرجنتيني.
أنهى ماكري التخلف عن سداد الديون السيادية وألغى الضوابط المفروضة على العملة، ولكن التضخم ظل مرتفعًا، كما أدت الأزمة النقدية في الأرجنتين في عام 2018 إلى حصول الأرجنتين على أضخم قرض منح لها على الإطلاق من صندوق النقد الدولي. بحلول أبريل 2019، بلغ التضخم 55%. على الرغم من التضخم المرتفع، عادت أسعار الخدمات العامة، التي ظلت ثابتة منذ عام 2002، إلى أرقام السوق تدريجيًا.
على الساحة الدولية، تركت البلاد المد الوردي وكانت من أشد المنتقدين للرئيس الفنزويلي نيكولاس مادورو خلال أزمة الرئاسة الفنزويلية لعام 2019. فاز الحزب بمعظم الدوائر خلال انتخابات التجديد النصفي لعام 2017، وأعلن ماكري أنه سيرشح نفسه لولاية ثانية في عام 2019. على الرغم من أدائه الضعيف خلال الانتخابات التمهيدية، فقد حصل على ترشيح حزبه في الانتخابات الرئاسية لعام 2019 في أغسطس 2019.
في عام 2016، صنفت مجلة تايم الإخبارية الأمريكية ماكري باعتباره واحدًا من أكثر 100 شخصية نفوذًا في العالم وأقوى رئيس في أمريكا اللاتينية.

## بوكا جونيورز
كان ماكري ينوي الترشح لمنصب رئيس نادي بوكا جونيورز الرياضي عام 1991، لكن والده أقنعه بمواصلة العمل في شركة سيفيل. حاول شراء فريق ديبورتيفو إسبانول، لكنه لم يتمكن من الحصول على دعم من مجلس إدارة الفريق. دعم ماكري بوكا جونيورز ، ودفع راتب المدرب سيزار لويس مينوتي واشترى لاعبين للفريق (منهم المهاجم والتر بيرازو). سمح له والده فرانكو الذي كان يشك في احتمالات نجاحه بإدارة بوكا جونيورز فيما بعد، وأصدر تعليماته إلى مساعده أورلاندو سالفيستريني للعمل معه عبر مساعدته ومتابعة أنشطته. التقى ماوريسيو برئيسي بوكا جونيورز السابقين أنطونيو أليغرا وكارلوس هيلير، وحاول إقناعهما بالعمل معه لكنهما رفضا، وسعى لاحقًا للحصول على دعم المجموعات الأخرى في بوكا جونيورز، وفي النهاية فاز في الانتخابات الداخلية للفريق في عام 1995 بأغلبية 7058 صوتًا.
كانت سنواته الأولى غير ناجحة، إذ كان أداء الفريق سيئًا، واشتكى اللاعبون كثيرًا من الرواتب والمكافآت، وغير ماكري المدربين ثلاث مرات. الأمر الجيد الوحيد كان إعادة بنائه للملعب جزئيًا. رتب لأن تعمل مؤسسة بوكا جونيورز في البورصة من خلال بيع أسهم لاعبي كرة القدم الناشطين التي يمتلكها النادي. كان أول مدرب اختاره ماكري هو كارلوس سلفادور بيلاردو ، الذي جلب 14 لاعبًا جديدًا إلى الفريق وأنهى بطولة الدوري عام 1996 في المركز العاشر. كان أداء المدرب الثاني هيكتور فيرا سيئًا أيضًا. ساعد المدرب الجديد كارلوس بيانكي خوان رومان ريكيلمي على تحسين أداء الفريق، وكان مارتين باليرمو وجويرمو باروس سكيلوتو مهاجمين فعالين. فاز الفريق حينها في بطولتين، وحصد مسيرة 40 مباراة دون هزيمة.

## روابط خارجية
- ماوريسيو ماكري على موقع IMDb (الإنجليزية)
- ماوريسيو ماكري على موقع الموسوعة البريطانية (الإنجليزية)
- ماوريسيو ماكري على موقع مونزينجر (الألمانية)
- ماوريسيو ماكري على موقع قاعدة بيانات الفيلم (الإنجليزية)
- ماوريسيو ماكري على موقع أوليمبيديا (الإنجليزية)